# خوليو مانينو
خوليو مانينو (بالإسبانية: Julio Mannino)‏ وإسمه الكامل خوليو جيوفاني مانينو بيتشاردو (بالإسبانية: Julio Giovani Mannino Pichardo)‏ وهو ممثل مكسيكي ولد في يوم 20 مايو 1969 مدينة تولوكا في ولاية مكسيكو في المكسيك وهو من والد إيطالي وأم مكسيكية مثل في مسلسل صغيرتي الغالية بدور بابلو.

## روابط خارجية
- خوليو مانينو على موقع IMDb (الإنجليزية)
- خوليو مانينو على موقع أول موفي (الإنجليزية)
- خوليو مانينو على موقع قاعدة بيانات الفيلم (الإنجليزية)